# Односи Кине и Русије
Кина и Русија су обновиле дипломатске односе након распада Совјетског Савеза 1991. Амерички научник Џозеф Нај је рекао:
Са распадом Совјетског Савеза, тај де факто савез САД и Кине је окончан, а почело је зближавање Кине и Русије. Две земље су 1992. године изјавиле да теже „конструктивном партнерству“; 1996. напредовали су ка „стратешком партнерству“; а 2001. потписали су уговор о „пријатељству и сарадњи”.
Две земље деле копнену границу која је демаркирана 1991. године, а потписале су Уговор о добросуседству и пријатељској сарадњи 2001. године, који је у јуну 2021. обновљен на још пет година. Уочи државне посете кинеског лидера Си Ђинпинга Москви 2013. године, руски председник Владимир Путин је приметио да две нације стварају посебан однос. Две земље су у блиским војним, економским и политичким односима, подржавајући једна другу у разним глобалним питањима. Коментатори су расправљали о томе да ли билатерално стратешко партнерство представља савез. Русија и Кина су званично прогласиле своје односе „Нису савезници, већ бољи од савезника“. Везе су наставиле да се продубљују након руске инвазије на Украјину 2022. године, при чему је Русија све више постајала зависна од Кине откако је погођена међународним санкцијама великих размера.

## Поређење земаља
| Уобичајено име                      | Кина                                                                                        | Русија                                                                                         |
| Службени назив                      | Народна Република Кина                                                                      | Руска Федерација                                                                               |
| ----------------------------------- | ------------------------------------------------------------------------------------------- | ---------------------------------------------------------------------------------------------- |
| Застава                             |                                                                                             |                                                                                                |
| Грб                                 |                                                                                             |                                                                                                |
| Подручје                            | 9,596,961 km 2 (3.705.407 квадратних миља) (укључујући Хонг Конг и Макао)                   | 17,125,191 km 2 (6.612.073 квадратних миља) (укључујући полуострво Крим)                       |
| Популација                          | 1,468,669,490                                                                               | 146,793,744                                                                                    |
| Густина насељености                 | 145/км 2                                                                                    | 8,4/км 2                                                                                       |
| Главни град                         | Пекинг                                                                                      | Москва                                                                                         |
| Највећи град                        | Шангај (26.317.104)                                                                         | Москва (~12,5 милиона)                                                                         |
| Валута                              | ренминби                                                                                    | руска рубља                                                                                    |
| Влада                               | Унитарна једнопартијска социјалистичка република                                            | Савезна полупредседничка република                                                             |
| законодавна власт                   | Национални народни конгрес                                                                  | Савезна скупштина (Русија)                                                                     |
| Први вођа                           | Председник КПК Мао Цедонг                                                                   | председник Борис Јељцин                                                                        |
| Тренутни лидери                     | Генерални секретар КПК и председник Си Ђинпинг Премијер Државног савета Ли Ћианг            | председник Владимир Путин премијер Михаил Мишустин                                             |
| Успостављено                        | 1. октобар 1949. ( проглашење Народне Републике ) 4. децембар 1982 ( садашњи устав )        | 25. децембар 1991. ( формирана Руска Федерација ) 26. децембар 1991. ( распао Совјетски Савез) |
| Званични језици                     | Стандардни кинески                                                                          | Руски                                                                                          |
| БДП (номинални)                     | 19,911 билиона долара (2022)                                                                | 2,133 трилиона долара (2022)                                                                   |
| Спољни дуг (номинални)              | 1,843 трилиона долара (4 квартал 2018.)                                                     | 539,6 милијарди долара (2017)                                                                  |
| БДП (ППП)                           | 30,177 билиона долара (2022)                                                                | 4,365 трилиона долара (2022)                                                                   |
| БДП (номинални) по глави становника | 12.970 долара (2022)                                                                        | 14.665 долара (2022)                                                                           |
| БДП (ППП) по глави становника       | 21,364 долара (2022)                                                                        | 31.967 долара (2022)                                                                           |
| Индекс људског развоја              | 0,768 ( високо )                                                                            | 0,811 ( веома високо )                                                                         |
| Исељеници                           | ~75.631 Руса у Кини                                                                         | ~200.000–400.000 Кинеза у Русији                                                               |
| Девизне резерве                     | 3.088.000 (милиони УСД)                                                                     | 126.026 (милиони УСД)                                                                          |
| Војни расходи                       | 228,0 милијарди долара (1,9% БДП-а) (2018)                                                  | 61,0 милијарди долара (3,1% БДП-а) (2018)                                                      |
| Војна лица                          | (0,23% становништва) - 2.000.000 (активно) - 14.510.000 (резерва) - 18.660.000 (паравојска) | (4,09% становништва) - 1,413,628 (активно) - 2,572,500 (резерва) - 0 (паравојска)              |
| Војска                              | Народноослободилачке војске                                                                 | руске оружане снаге                                                                            |

- Лидери Кине и Русије од 1991. године
  - генерални секретар Комунистичке партије Кине
  - председник Руске Федерације

## Историја
Односи између Кине и Русије сежу у 17. век, када је династија Ћинг покушала да протера руске насељенике из Манџурије, окончана потписивањем Нерчинског уговора . Руско царство је консолидовало своју контролу над руским Далеким истоком у 19. веку, након анексије дела кинеске Манџурије (1858—1860).
Током Хладног рата, Кина и СССР су били ривали након кинеско-совјетског раскола 1961. године, такмичећи се за контролу над светским комунистичким покретом. Постојала је озбиљна могућност великог рата између две нације почетком 1960-их; дошло је до кратког граничног рата 1969 . Ово непријатељство је почело да се смањује након смрти председника Комунистичке партије Кине Мао Цедунга 1976. године, али су односи били лоши све до пада Совјетског Савеза 1991. године.
Руски председник Борис Јељцин је 23. децембра 1992. године био у својој првој званичној посети Кини, где се састао са генералним секретаром КПК Ђиангом Земином и кинеским председником Јангом Шангкуном. У децембру 1996. године, на крају посете кинеског премијера Ли Пенга Москви, Русија и Кина су објавиле заједничко саопштење обећавајући да ће изградити „равноправно и поуздано партнерство“. Ово је учврстило кинеско-руско гледиште да су Сједињене Државе њихов главни конкурент на глобалној политичкој сцени.
Године 2001. блиски односи између две земље су формализовани Уговором о добросуседству и пријатељској сарадњи, двадесетогодишњим стратешким, економским и – контроверзно и аргументовано – имплицитним војним уговором. Месец дана пре потписивања споразума, две земље су се придружиле са млађим партнерима Казахстану, Киргистану, Таџикистану и Узбекистану у Шангајској организацији за сарадњу (ШОС). И даље активна од 2022. године, очекује се да ће се организација супротставити растућем утицају војног програма Сједињених Држава у средњој Азији . НРК је тренутно кључни купац и носилац дозволе за руску војну опрему, од којих је нека била кључна у модернизацији Народноослободилачке армије . НРК је такође главни корисник руског нафтовода Источни Сибир – Тихи океан.
Када је Кина покушала да изгради ближе односе са Русијом 2013. године, руска влада је у почетку имала резерве. Међутим, санкције Сједињених Држава против Русије због њене анексије Крима 2014. помогле су да се Русија погура на топлије односе са Кином. Иако су неке кинеске банке и компаније одбиле да у потпуности сарађују са Русијом због забринутости да би на њих могле бити примењене секундарне санкције, руско-кинеске економске везе су порасле када се и сама Кина суочила са забринутошћу због санкција. 
Лиам Карсон, нови европски економиста у Capital Economics-y, рекао је 2019.:
Креатори политике у обе земље активно су покушавали да ојачају трговинске везе последњих година. И није случајно што је овај пораст трговине између Русије и Кине дошао у исто време када су САД пооштриле санкције Русији и забринутост због Америчко-кинески трговински рат се интензивирао.

До 2019. обе нације су имале озбиљне притужбе према Сједињеним Државама. За Кину, питања су била контрола Јужног кинеског мора, трговинска политика и технолошка политика. За Русију, главно питање су биле оштре економске казне које су наметнуле САД и Европа да би казниле њено отимање Крима од Украјине. Кина и Русија се, међутим, разликују по неким политикама. Кина не признаје руску анексију Крима, : 4 а Русија не подржава претензије Кине у Јужном кинеском мору. Ипак, Кина и Русија тренутно уживају најбоље односе које су имале од краја 1950-их. Иако немају формални савез, две земље имају неформални споразум о координацији дипломатских и економских потеза и изградњи савеза против Сједињених Држава. Јарослав Трофимов, главни спољнополитички дописник The Wall Street Journal-а, тврдио је 2019. године:
Иако данас нема отвореног идеолошког усклађивања између Русије и Кине, две владе деле непријатељство према неслагању, дубоку сумњу у мешање Запада и снажну жељу да наметну строжу контролу над сопственим друштвима. Г. Си је председавао напорима за сузбијање корупције и јачање улоге Комунистичке партије у економији и друштву у целини – кампањом која је слична ранијем настојању господина Путина да укроти руске олигархе и сломи политичку опозицију. Кина је била инспирисана руским законодавством којим се разбијају невладине организације, док су руски званичници изразили дивљење кинеској свеобухватној интернет цензури и плану „друштвеног кредита“ за рангирање грађана на основу њихове лојалности и понашања.

Током пандемије ЦОВИД-19 појавиле су се неке тензије у кинеско-руским односима.  На пример, у октобру 2020, ослањајући се на изговор да се коронавирус наводно налази на спољашњој амбалажи рибе, Кина је у великој мери смањила увоз руских морских плодова, што је изазвало значајно смањење цена руске морске хране.  Кинеска ограничења руског теретног саобраћаја на граничним прелазима такође су довела до тензија, укључујући и штрајк возача.

### Инвазија Русије на Украјину
Си и Путин су се састали 4. фебруара 2022, током припреме за Олимпијске игре у Пекингу 2022. током масовног гомилања руских снага на украјинској граници, при чему су њих двојица изразили да су две земље скоро уједињене у свом антиамеричком опредељењу. и да обе нације нису делиле „без ограничења” у својим обавезама. Извештаји западних обавештајних служби наводе да је Кина затражила од Русије да сачека инвазију на Украјину до завршетка Олимпијских игара у Пекингу 20. фебруара  Непосредно пре инвазије, кинески медији би поновили руске изјаве да се руске трупе повлаче са границе са Украјином.
Дана 22. фебруара, два дана пре инвазије на Украјину, процурела објава  The Беијинг Невс ' Хоризон Невс на Веибо- у са детаљним упутствима о томе како извести кризу у Украјини; У посту се од уредника тражи да прате неповољне коментаре, да користе само ознаке које деле кинески државни медији и наводи „Не објављујте ништа неповољно за Русију или прозападно. Дозволите ми да прегледам ваше речи пре објављивања."  Дана 25. фебруара 2022. године, дан након руске инвазије на Украјину, Путин је током телефонског позива рекао Сију да Русија жели да се укључи у преговоре на високом нивоу са Украјином, саопштило је кинеско министарство спољних послова.
Кина је одбила да осуди руску инвазију на Украјину, понављала је руску пропаганду о рату, противила се економским санкцијама против Русије и била је уздржана или стала на страну Русије у гласању УН о рату у Украјини.
Русија је 2022. додала Тајван на листу страних држава и територија које врше „непријатељске акције“ против њене војне инвазије на Украјину . Кинески лидер Си Ђинпинг уверио је Владимира Путина у подршку Кине руском „суверенитету и безбедности“ у мају.
У априлу 2022. године, у интервјуу италијанском листу Коријере дела сера, руски политиколог Сергеј Караганов, који се сматра блиским Владимиру Путину, рекао је да ће Русија „бити интегрисанија и више зависити од Кине“, даље наводећи да су „Кинези наши блиски савезници и пријатељи и највећи извор руске снаге после самог руског народа“.
У јуну 2022, лидер Комунистичке партије Кине Си Ђинпинг имао је разговор са Путином где је поново потврдио подршку Русији по питањима безбедности, рекавши да „све стране треба одговорно да се залажу за правилно решење украјинске кризе“.
Украјински председник Володимир Зеленски рекао је да Кина има економску полугу да изврши притисак на Путина да прекине рат, додајући „Сигуран сам да би без кинеског тржишта за Руску Федерацију Русија осећала потпуну економску изолацију. То је нешто што Кина може да уради – да ограничи трговину [са Русијом] док се рат не заврши“. У августу 2022, Зеленски је рекао да је од почетка рата у Украјини, генерални секретар КПК Си Ђинпинг одбио све његове захтеве за директне разговоре са њим.
У фебруару 2023. Путинов портпарол Дмитриј Песков одбацио је кинески мировни предлог, рекавши да „за сада не видимо ниједан од услова који су потребни да се цела ова прича доведе до мира“.
У марту 2023, Политико је известио да је кинески државни произвођач оружја Норинцо испоручио јуришне пушке, делове за беспилотне летелице и панцире у Русију између јуна и децембра 2022, при чему су неке од пошиљки ишле преко трећих земаља, укључујући Турску и Уједињене Арапске Емирате.
Од 20. до 22. марта 2023. године, Си Ђинпинг је посетио Русију и састао се са Владимиром Путином у званичном и незваничном својству. Био је то први међународни сусрет Владимира Путина откако је Међународни кривични суд издао налог за његово хапшење.

## Граница
Дана 29. маја 1994. године, током посете руског премијера Виктора Черномирдина Пекингу, руски и кинески званичници потписали су споразум о кинеско-руском систему управљања границом са циљем да се олакша погранична трговина и спречи криминална активност. Трећег септембра те године потписан је споразум о демаркацији, којим је утврђена граница дуж раније – спорног дела западне кинеско-руске границе од 55 км. Након коначног разграничења спроведеног почетком 2000-их, има 4,2093 km (2,6155 mi) и шеста је најдужа међународна граница на свету.
У Комплементарном споразуму из 2004. између Народне Републике Кине и Руске Федерације о источном делу границе Кине и Русије  наведено је да је Русија сагласна да пренесе део острва Абагаиту, читаво острво Јинлонг (Тарабаров), око половине од острва Болшој Усуријски, заједно са неким суседним острвцима, до Кине. Тако је решен гранични спор између Русије и Кине, који је постојао од јапанске инвазије на Манџурију 1931. године. Ова острва реке Амур су до тада била под управом Русије, а право је полагала Кина. Догађај је имао за циљ да подстакне осећања помирења и сарадње између две земље код њихових лидера. Трансфер су ратификовали и Кинески национални народни конгрес и руска Државна дума . Званична церемонија преноса одржана је на лицу места 14. октобра 2008.

### Супарничка потраживања око Владивостока су решена
Пекинг и Москва су 2005. ратификовали споразум којим је окончана више од три и по века њихове борбе око територије и доминације.

## Економски односи
Економски односи Русије и Кине показују помешане трендове. Трговина између две земље износила је између 5 и 8 милијарди долара годишње током 1990-их, али је од тада па надаље стално расла. Био је на путу да достигне 100 милијарди долара - претходни циљ - све док криза 2008. није интервенисала. Трговина је назадовала на око 60 милијарди долара 2015. и 2016. године, али је поново почела да се опоравља 2017. Обе земље очекују да повећају обим трговине на 200 милијарди долара до 2024.
Између 2008. и 2009. године, када је Русија доживела финансијску кризу, дошло је до наглог повећања задуживања од Кине. Овај тренд, међутим, није потрајао. Почевши од 2013. године, задуживање је почело стабилно да расте.
Главни облик сарадње у сложеним економским односима Русије и Кине је трговина. Од 2003. до 2013. међусобна трговина је порасла 7,7 пута; у 2014. обим билатералних операција се још више повећао. Заоштравање односа између Русије и западних земаља допринело је ширењу економских веза са Кином. До 2020. године, стране су планирале да повећају билатералну трговину на 200 милијарди долара. Према подацима Федералне царинске службе (ФЦС) Руске Федерације, у 2016. спољнотрговински промет Русије и Кине износио је 66,1 милијарду долара (2015. – 63,6 милијарди долара). Русија има негативан трговински биланс са Кином: у 2016. извоз је износио 28 милијарди, док је увоз износио 38,1 милијарди (2015. 28,6 и 35,9 милијарди, реактивно). Удео Кине у спољној трговини са Русијом порастао је са 12,1% у 2015. на 14,1% у 2016. години. Кина је од 2010. године највећи трговински партнер Русије.
Већина руског извоза у Кину потиче из рударског и петрохемијског сектора. Више од половине руског извоза у Кину долази од минералних горива, нафте и нафтних деривата (60,7%), затим дрво и производи од дрвета (9,4%), обојени метали (9%), риба и морски плодови (3,5%), и хемијски производи (3,3%). Кина такође постепено постаје велики потрошач руских пољопривредних производа.
Главне категорије увоза у Русију из Кине су машине и опрема (35,9%), одећа (13,7%), хемијски производи (9,1%), крзно и производи од крзна (5,6%), обућа (5,3%) и намештај (3). %). Кинеска електроника стално шири своје присуство на руском.
Према подацима Генералне управе царина Кине, билатерална трговина у периоду јануар–мај 2017. порасла је за 26,1% на годишњем нивоу и износила је 32,3 милијарде долара, а међусобна трговина у 2017. години могла би премашити 80 милијарди долара Према Министарству трговине Кине, од јануара 1. 2016, обим акумулираних директних руских инвестиција у Кини износио је 946,9 милиона долара, а кинеске инвестиције су биле десет пута више, процењене на 8,94 милијарде долара.
Учешће у организацијама као што су БРИКС и РИЦ (Русија-Индија-Кина) има значајан значај за руско-кинеске економске односе. На руско-кинеском самиту одржаном у Шангају, Владимир Путин и Си Ђинпинг су истакли да се „Русија и Кина залажу за трансформацију БРИКС-а у механизам сарадње и координације по питању широког спектра глобалних финансијских, економских и међународних политичких проблема, укључујући успостављање ближег економског партнерства, рано оснивање развојне банке БРИКС-а и формирање а;за проширење заједничких напора представљања и права гласа држава са тржиштима у развоју и земаља у развоју у систему глобалног економског управљања, за формирање отворене светске економије; за продубљивање сарадње у области спољне политике, укључујући и решавање регионалних сукоба“.
Да би се олакшале финансијске трансакције у регионима, Кина и Русија ће спровести размену валута. Централне банке, са којима је Кина потписала валутне свопове, могу да издају кредите својим банкама у јуанима. Са Русијом је потписан споразум о размени валута у износу од 150 милијарди јуана (25 милијарди долара). Валутни своп ће учинити рубљу и јуан стабилнијима, што ће заузврат имати позитиван утицај на стабилност глобалног финансијског система. Поред тога, проширење трговине валутама може олакшати инвестиционе процесе. Улагањем у економију која се сада суочава са одређеним проблемима због пада рубље и цене нафте, Кина спроводи меку експанзију и подржава једног од својих главних партнера. Кина и Русија дуго се залажу за смањење улоге долара у међународној трговини, а обе имају за циљ стварање услова за развој билатералне трговине и узајамних инвестиција. Стопа дедоларизације коју су изабрале земље је због брзог раста удела РМБ-а у међународним плаћањима и обрачунима (октобар 2013. – 0,84%, децембар 2014. – 2,17%, фебруар 2015. – 1,81%) . Закључивање валутног свопа омогућава олакшавање плаћања, јер постоји имитација интерне валуте, што убрзава процедуру трансфера и минимизира трошкове конверзије.
Кина је 2013. године покренула стварање нове економске иницијативе – „Нови пут свиле“ или Иницијатива „Појас и пут“ . Овај пројекат је осмишљен првенствено да ојача економске везе и сарадњу и да привуче инвеститоре из Азије и других делова света да активно учествују у стварању „економског појаса пута свиле XXI века“. Зона би требало да се протеже од Кине до Европе преко Централне Азије и Русије, јер је то важна транзитна логистичка веза између Кине и Европе, у којој Азијска банка за инфраструктурне инвестиције може имати значајну улогу. Кина и Русија су последњих година појачале сарадњу у изградњи прекограничне инфраструктуре. Граде се и нове евроазијске транспортне руте, укључујући пругу „Чонгћинг-Синђијанг-Европа” и руту „Западна Европа – Западна Кина”, која ће пролазити кроз Русију. На североистоку Кине и на руском Далеком истоку, обе земље активно промовишу изградњу мостова, лука и других пројеката. Планирано је да се обим билатералне трговине између Кине и Русије повећа на 200 милијарди долара до краја 2020. године.
Русија је такође показала интересовање за сарадњу са земљама Евроазијске економске уније (ЕАЕУ). Стварање ЕАЕУ се поставља као важна платформа за мултилатералну сарадњу у региону, јер су сви учесници пријатељски суседи и партнери са Русијом, као и традиционални партнери са Кином. Русија је заинтересована за стварање зоне слободне трговине ЕАЕУ и Кине, као и за коришћење националне валуте у овом региону.
Након примене међународних санкција током руско-украјинског рата, Кина је Русији пружила економску помоћ. Укупна трговина Кине са Русијом износила је рекордних 190 милијарди долара 2022. године  Исте године Кина је чинила 40% руског увоза.

### Трговина у националним валутама
Дана 23. новембра 2010. године, на састанку руског премијера Владимира Путина и кинеског премијера Вен Ђиабаоа, објављено је да су Русија и Кина одлучиле да користе сопствене националне валуте за билатералну трговину уместо америчког долара . Овај потез је имао за циљ даље унапређење односа између Пекинга и Москве и заштиту њихових домаћих економија током финансијске кризе 2007–2008 . Трговање кинеским јуаном према руској рубљи почело је на кинеском међубанкарском тржишту, док је трговање јуаном у односу на рубљу почело на руском девизном тржишту у децембру 2010.
У координацији са другим економијама у развоју, БРИЦ самит 2010. одржан је у Бразилији у априлу 2010. године.
Пекинг и Москва су 2014. потписали уговор о линији размене ликвидности централне банке од 150 милијарди јуана како би избегли и супротставили се америчким санкцијама.
У децембру 2014, кинески министар спољних послова Ванг Ји обећао је да ће понудити финансијску подршку Русији и подржати рубљу, ако буде потребно, у светлу депресијације валуте.
Зависност Русије од кинеског јуана значајно се повећала након њене инвазије на Украјину 2022. Удео руског извоза плаћен у јуанима порастао је на 16% до децембра 2022, у поређењу са 0,4% пре инвазије, док је удео увоза плаћеног у јуанима порастао на 23%, у односу на 4% раније. Удео јуана у трговању на берзи у Русији порастао је са 3% на 33%  Скоро 50 финансијских институција је нудило штедне рачуне у јуанима до 2023. године, а домаћинства су држала око 6 милијарди долара вредних јуана у руским банкама до краја 2022.

### Туристичке и културне размене
Туризам, посебно од Кине до Русије, доживео је огроман пораст током година. Више од 2 милиона кинеских туриста посетило је Русију 2019. године, у поређењу са 158.000 пре једне деценије. Кина је једно од најважнијих туристичких тржишта за Русију. Подршку сарадњи руских и кинеских инвестиционих организација у туристичкој индустрији пружа у контексту Заједничког акционог плана Руска Федерална агенција за туризам и Кинеска државна управа за туризам. Више од 2,3 милиона кинеских туриста долетело је на московски међународни аеродром Шереметјево – Александар С. Пушкин 2019. године, укључујући 1,26 милиона који су прешли преко аеродрома. Шереметјево, које нуди летове до 29 кинеских градова које опслужује осам кинеских авио-компанија, очекује да ће њихов број расти за 30 одсто годишње у годинама које долазе. Русија је допринела овом туристичком буму проширењем капацитета највећег московског аеродрома. „Русија је такође дозволила више летова регионалних кинеских авио компанија за Москву, што помаже да се руска престоница претвори у ваздушно чвориште за кинески туризам у Европи. Шереметјево жели да искористи тај раст. Путонгхуа или стандардни кинески је међу језицима приказаним на натписима и најавама Шереметјева, док бесцаринске продавнице прихватају популарне кинеске начине плаћања, укључујући УнионПаи картице и онлајн системе ВеЦхат Паи и Алипаи. Чак 70 одсто неопорезивих признаница које се издају на руским аеродромима иде кинеским држављанима. До 2019. Русија је постала међу 3 најбоље туристичке дестинације за кинеске туристе.

## Енергетски односи
Од распада СССР-а 1991. године, енергетски односи Кине и Русије су генерално обележени сарадњом и поштовањем заједничких геополитичких и стратешких интереса. Кинеска брзорастућа економија врши све већи притисак на себе да обезбеди увоз енергије, док је руска економија у великој мери вођена потражњом за извозом природних ресурса. Кина је први пут постала увозник нафте 1993. године, од 2011. је постала друга земља по величини потрошача нафте, а од 2010. године највећи потрошач енергије у свету  У извештају објављеном у јануару 2012, Кинеска федерација нафтне и хемијске индустрије проценила је да ће се потрошња сирове нафте у земљи повећати на 480 милиона тона у 2012, или 9,6 милиона барела дневно. Група је такође прогнозирала да ће потрошња природног гаса порасти за 15,3 одсто на 148,2 милијарде кубних метара (бцд). С обзиром на своју географску близину Кини и позицију једног од највећих светских произвођача нафте и извозника природног гаса, Русија је била очигледан кандидат за задовољење ове повећане потражње. Док су се енергетски односи првенствено односили на нафту, гас и угаљ, било је и партнерстава у погледу технологије нуклеарне и обновљиве енергије (ветар и вода).
Од средине 1990-их, када се заоштравање глобалних енергетских тржишта поклопило са његовим доласком на власт, руски председник Владимир Путин је сигнализирао важност нафте, а посебно природног гаса, за појаву Русије као глобалне силе. На дугорочне изгледе за извоз руског гаса у Кину ће утицати неколико глобалних трендова цена. Повећани капацитети за течни природни гас (ЛНГ), све конкурентнија природа снабдевања гасом у централној Азији, напредак у технологији гаса из шкриљаца и потенцијална политика гаса стаклене баште могу утицати на кинеску потрошњу.
Упркос честим изјавама добре воље и билатералној енергетској сарадњи, кинеско-руски енергетски односи од 1991. године ограничени су међусобним сумњама, забринутошћу око цена, неадекватном транспортном инфраструктуром и надметањем за утицај у Евроазији.
Русија и Кина су 2014. потписале 30-годишњи гасни споразум вредан 400 милијарди долара. Испоруке у Кину су почеле крајем 2019. Гасовод Снага Сибира је дизајниран да смањи зависност Кине од угља, који је интензивнији угљеник и изазива више загађења од природног гаса. За Русију, гасовод омогућава још једно економско партнерство у суочавању са отпором гасоводу Северни ток 2. Предложена западна гасна рута од руског западносибирског нафтног басена до северозападне Кине позната је као Снага Сибира 2 (Алтајски гасовод).
У 2022, кинески увоз нафте са попустима до 30% из Русије порастао је за 55% у мају, Русија је изместила Саудијску Арабију као највећег кинеског добављача нафте последњих месеци.

### Историја
Званични однос НР Кине и Руске Федерације унапређен је три пута од успостављања дипломатских односа 1991. године. Почевши као „добросуседски и обострано корисни“ у децембру 1992. године, еволуирао је у „конструктивно партнерство“ у септембру 1994. и коначно у „стратешко партнерство координације“ у априлу 1996. У септембру 1999. године две земље су започеле заједничку изградњу нуклеарне електране у Лиањунгангу, провинција Ђангсу, са инсталисаном снагом од 2 милиона kW, што је била једна од првих ситуација међусобне енергетске сарадње.
Касне 1990-те су такође означиле почетак студија изводљивости за пројекте гасовода и нафтовода у западном и источном Сибиру. Руска компанија Јукос је 2001. године предложила пројекат нафтовода Источни Сибир-Тихи океан (ЕСПО) без преседана, који би повезао Јукосову рафинерију нафте у Ангарску са Дакингом, у северној Кини. У то време, железничке руте су биле једино средство за транспорт нафте на растуће кинеско тржиште. Пројекат је стао у октобру 2003. када је извршни директор Јукоса Михаил Ходорковски ухапшен под оптужбом да је утаја пореза и превару, а руска влада је одмах покренула истрагу о компанији. Многи су спекулисали да је низ догађаја политички мотивисан, с обзиром на то да је господин Ходорковски био гласни противник председника Путина. Недељу дана након хапшења г. Ходорковског, портпаролка кинеског министарства иностраних послова Џанг Ћијуе је јавно објавила да истрага Кремља неће утицати на предложени пројекат нафтовода Кина-Русија.
У септембру 2004, кинески премијер Вен Ђиабао састао се са руским премијером Михаилом Фрадковим у Москви, где су два шефа влада потписала споразуме којима се потврђује обећање Русије да ће поставити руту предложеног гасовода од источног Сибира до Пацифика, са приоритетом постављања нафтовода ка Кини, као и повећање извоза железничке нафте у Кину на 10 милиона тона (200.000 б/д) у 2005. и 15 милиона тона (300.000 б/д) у 2006. Четири дана пре Венове посете, Јукос, тада највећи снабдевач руском нафтом Кини и највећи руски произвођач нафте, јавно је објавио да ће се железничке испоруке сирове нафте Кинеској националној нафтној корпорацији (ЦНПЦ) окончати почев од 28. септембра 2004. године. Кремљ је почео да продаје оперативну имовину посрнуле компаније месец дана раније у августу.
Гаспром, Сојузнефтегаз и кинеска амбасада у Москви су сви изразили интересовање за Југанскњефтегаз, главну грану Јукоса. Подружницу је на крају купила руска државна нафтна компанија Росњефт за отприлике 9,3 милијарде долара. У фебруару 2005. руски министар финансија Алексеј Кудрин открио је да су кинеске банке обезбедиле 6 милијарди долара за финансирање куповине Росњефта. Ово финансирање је наводно обезбеђено дугорочним уговорима о испоруци нафте између Росњефта и ЦНПЦ. Истог месеца, кинеско министарство спољних послова је негирало да је Кина обезбедила „средства“ за тај посао. Министарство спољних послова није могло да потврди да ли је у питању било каквих "зајмова", рекао је портпарол министарства Конг Кван.
Државни Лукоил постао је највећи кинески снабдевач руском нафтом када је ЦНПЦ постигао споразум о стратешкој сарадњи са компанијом у септембру 2006. Као што је обећано током посете премијера Вена Москви 2004. године, изградња директног нафтовода ка Кини почела је у марту 2006. године, када је ЦНПЦ потписао споразум којим је државном произвођачу нафте Трансњефту обезбеђено 400 милиона долара за изградњу нафтовода од Сковородина, око 70 km (43 mi) од кинеске границе. Истог месеца, ЦНПЦ се сложио са низом принципа за успостављање будућих заједничких предузећа са Росњефтом.
Године 2006. Гаспром је постао одговоран за сав извоз гаса са руских источносибирских поља, ван продаје остварене путем споразума о подели производње (ПСА). Ово је био још један потез за који се сматра да је политички мотивисан, пошто би успешан комерцијални развој ових поља и извоз на азијска тржишта били немогући без учешћа Гаспрома – а самим тим и Кремља. У годишњем извештају акционара две године раније, Гаспром је признао план за снабдевање Кини природним гасом. Изградиле би се две трасе приближно једнаких капацитета, са укупном запремином од 68 милијарди кубних метара гаса годишње. Алтајски гасовод би повезао западносибирска поља са аутономним регионом Синђанг Ујгур у западној Кини, док би источни гасовод водио од Јакутије до североисточне Кине.
Кинеска домаћа потрошња природног гаса је отприлике одговарала домаћој производњи 2004. године. Од тада, међутим, његова стопа раста и одрживији енергетски профил у поређењу са нафтом неизбежно су довели до пораста увоза кинеског природног гаса. У марту 2006. ЦНПЦ је потписао меморандум о разумевању (МОУ) са Гаспромом за испоруку природног гаса Кини, чиме су званично почели преговори о ценама између извршног директора Газпрома Алексеја Милера и Чен Генга, тадашњег шефа ЦНПЦ. У септембру 2007. Министарство индустрије и енергетике Руске Федерације одобрило је план развоја за интегрисани систем производње, транспорта и снабдевања гасом у источном Сибиру и на Далеком истоку, узимајући у обзир потенцијални извоз гаса у Кину и друге азијско-пацифичке земље. Руска влада је именовала Гаспром за координатора за спровођење Источног гасног програма.
Жеља Русије да диверзификује своја извозна тржишта била је усклађена са спремношћу Кине да инвестира у руску производњу енергије и инфраструктуру. Руски креатори политике, међутим, изразили су резерву у погледу повећаног кинеског утицаја у енергетском сектору. ЦНПЦ је 2002. покушао да понуди понуду за руску нафтну компанију Славњефт, али је одустао само неколико недеља касније. Међународни извори вести сугеришу да је понуда пропала делимично због анти-страних осећања у Думи, доњем дому руског парламента. Славњефт је убрзо након тога приватизовао паритетни власници ТНК (касније ОАО ТНК-БП ) и Сибњефт (касније ОАО Гаспром њефт ). Године 2004. Славњефт је затим преузео ТНК-БП, производ спајања Алфа Аццесс Ренова конзорцијума (ААР, Алфа Гроуп ) и Бритисх Петролеума (БП). Русија је 2006. године ускратила ЦНПЦ значајан удео у ОАО Росњефт. Када је руска компанија изашла на берзу, ЦНПЦ-у је било дозвољено да купи акције у вредности од 500 милиона долара, једну шестину од 3 милијарде долара које је тражио. Финансијска криза покренута 2008. дала је Кини прилику да инвестира у Русију у већим размерама кроз програм зајмова за нафту. Током 2009. и 2010. године, кинески дугорочни кредити подржани енергијом (ЕБЛ) дали су велике суме капитала компанијама и ентитетима не само у Русији, већ иу Бразилу, Еквадору, Туркменистану и Венецуели.
Спекулише се да је повећање кинеских инвестиција више од енергетске безбедности за Кину. Кинеска новинска агенција Синхуа известила је 2010. да многа кинеска предузећа верују да ће им руско тржиште омогућити да постану заиста глобални. Гао Јикианг, сарадник за истраживање руске економије Истраживачког института за Русију, Источну Европу и Централну Азију Кинеске академије друштвених наука, известио је да су кинеска улагања у Русију износила 1,374 милијарде долара од 2007. године, и да се предвиђа да ће 12 милијарди долара до 2020. Само у периоду 2008–2009. укупне инвестиције су порасле за 25,4% на 2,24 милијарде долара, а директне инвестиције су порасле са 240 милиона на 410 милиона долара.
2009. обележена је 60. годишњица успостављања дипломатских односа између Москве и Пекинга, а такође се поклопила са потписивањем преко 40 уговора у вредности од око 3 долара милијарде. Кинески лидер Ху Ђинтао и руски председник Дмитриј Медведев разговарали су три пута у четири дана средином јуна на самиту Шангајске организације за сарадњу у Јекатеринбургу, на првом састанку шефова држава земаља БРИК (Бразил), Русија, Индија и Кина), и поново када је Ху боравио у државној посети Москви од 16. до 18. јуна, што је представљало оно што су многи видели као велики знак у кинеско-руским односима.
Чинило се да растућа економска блискост такође указује на растући политички савез. Заједничко саопштење које су објавила два шефа држава проширује начин на који две владе обично обећавају међусобну подршку свом суверенитету и територијалном интегритету. Руска влада је експлицитно потврдила да је Тибет, уз Тајван, „неотуђиви делови кинеске територије“, док су Кинези подржали „напоре Русије у одржавању мира и стабилности у региону Кавказа“. Током Хуове посете, међутим, Гаспром је саопштио да не може да почне да испоручује природни гас Кини 2011. како је планирано због неслагања око цена. Изградња гасовода Западни Сибирски Алтај, који би Кини могао да испоручује преко 30 милијарди кубних метара природног гаса годишње, првобитно је требало да почне 2008.
Дана 27. септембра 2010. године завршена је 1,000 km (0,621 mi) нафтовод Русија-Кина. Протежући се од руске станице Сковородино до кинеске станице Мохе, био је то први цевовод икада изграђен између Кине и Русије. У априлу 2009. године, Росњефт и Трансњефт су потписали уговоре са ЦНПЦ-ом који гарантују производњу 300.000 барела сирове нафте дневно током двадесет година, као део уговора о кредиту за нафту од 25 милијарди долара. По завршетку нафтовода 2010. године, ЦНПЦ је такође потписао општи споразум са Транснефтом о раду гасовода, оквирни споразум са Гаспромом о увозу природног гаса у Кину од 2015. надаље, споразум са Росњефтом о проширењу снабдевања нафтом на руско-кинеском Цруде Пипелине, и споразум са Лукоилом о проширењу стратешке сарадње. Обе стране су поздравиле низ споразума као „нову еру“ у сарадњи, а заменик руског премијера Игор Сечин рекао је новинарима у Пекингу да је Русија „спремна да испуни пуну потражњу Кине за гасом“ у будућности.
У септембру 2010, председник Путин је поново потврдио потенцијалну нуклеарну будућност Русије и енергетских односа Кине, рекавши „Наравно, наша сарадња са Кином није ограничена само на угљоводонике. Русија је главни партнер Кине у области мирног коришћења нуклеарне енергије, а залихе опреме овде износе милијарде долара“  . Од 2011. године, међутим, руски званичници су и даље нерадо преносили технологије нуклеарне енергије и друге производе знања кинеским партнерима. Стручњаци из индустрије су истакли да, иако би власничка технологија заштитила руски извоз од замене јефтинијим кинеским производима на тржиштима трећих страна, такав приступ може појачати сумње Кине у поузданост Русије као дугорочног енергетског партнера.
Руска нафтна индустрија није била оптерећена само корпоративним борбама као што је Јукос и политичким несугласицама између земаља, већ и поновним кршењима безбедности. Неке потешкоће проистичу из немира у Казахстану до бескрајних забринутости за животну средину, али недавно превртања нафтне платформе којој је било дозвољено да ради на северу крајем сезоне, док је вучена под неповољним поморски услови. Инциденти попут ових не могу а да не доведу до тога да потенцијалне стране инвестиције, које су региону потребне, зауставе поузданост руског снабдевања енергијом.

### Руски Далеки исток (РСЕ)
Руска Федерација је 1996. године закључила два споразума о подели производње (ПСА) за истраживање нафте и гаса код североисточне обале Сахалинских острва. Пројекат Сахалин-И, којим управља Еккон Нефтегас (ЕН), процењује потенцијалне надокнадиве резерве на 307 милиона тона нафте (2,3 милијарде милијарди) и 485 милијарди кубних метара гаса од 2002. године  ЕН, подружница америчке компаније ЕкконМобил, има 30 одсто учешћа у пројекту, док Росњефт има 20 одсто преко својих филијала РН-Астра (8,5 одсто) и Сакхалинморнефтегас-Схелф (11,5 одсто). Јапански конзорцијум СОДЕЦО и индијска државна нафтна компанија ОНГЦ Видесх Лтд. држе преосталих 50 одсто (30 односно 20 одсто).
Пројектом Сахалин-ИИ управља компанија Сакхалин Енерги Инвестмент Цомпани Лтд. (Сакхалин Енерги). Од 2011. године руски државни монопол Гаспром држи 50% плус 1 деоницу, РоиалДутцх Схелл 27,5%, Митсуи 12,5% и Митсубисхи 10%. Газпром је купио свој већински удео од оператера Сахалин-2 Ројал Дач Шел 2006. Регулатори за заштиту животне средине су пројекат трајно ставили на чекање, али је померен после продаје. Низ догађаја довео је до широко распрострањених спекулација да су кршења животне средине можда коришћена као монета за преговарање у договору. Сахалин-II се састоји од два цевовода дужине 800 км који иду од североистока острва до Пригородног (Пригородное) у заливу Анива на јужном крају. Конзорцијум је изградио прву руску фабрику за течни природни гас (ЛНГ) у Пригородном. Индустријски извори спекулишу да се „неки у Русији надају да ће продати кинески гас из будућих ЛНГ холдинга Сахалина-2 или других постројења сада када је овладала технологијом“.
У децембру 2003. године, ЦНПЦ и Сакхалин Енерги потписали су оквирни споразум о истраживању и развоју руског нафтног поља Сахалин. ЕкконМобил је такође гледао на кинеско тржиште, склапајући прелиминарне споразуме о снабдевању Кини гасом Сахалин-И још 2002. године. 2. новембра 2004. ЦНПЦ је започео преговоре са ЕкконМобилом о могућим дугорочним испорукама гаса са Сахалина-1. Преговори су затим закључени у октобру 2006. године, када су Еккон и ЦНПЦ званично објавили споразум. Према споразуму, Сахалин-1 би могао да прода до 10 милијарди кубних метара гаса Кини током 20 година гасоводом. План је наишао на снажно противљење Гаспрома, који има ривалски пројекат гасовода и контролише сав извоз руског гаса, осим продаје преко ПСА као што је Сахалин-1. У августу 2006. нафтни терминал Сахалин-И Де-Кастри почео је да извози прерађену нафту на тржишта укључујући Кину, Јапан и Јужну Кореју.
Утицај руске регионалне трговине енергијом довео је до осећаја локалне нелагодности због утицаја страних земаља у сектору. Председник Путин је 2000. године упозорио сибирску публику да ће руски Далеки исток говорити кинески, јапански и корејски уколико Русија не интензивира развој региона. Заменик секретара Савета безбедности Русије Владимир Потапов је 2002. године изразио озбиљну забринутост због комбиноване удаљености региона, слабе инфраструктуре, смањења становништва и богатства „у веома разноврсним ресурсима“. Политичке личности попут Виктора Озерова, председника Комитета за одбрану и безбедност Савета Федерације, упозориле су на војне претње на Далеком истоку и осудиле грабежљиву употребу ресурса региона и масовну илегалну имиграцију, иако су научници истакли да не постоји непосредна претња видљиво. Дмитриј Тренин је изјавио да је „главни домаћи разлог ситуација у источној Русији, посебно у источном Сибиру и руском Далеком истоку. Од распада Совјетског Савеза, територије пролазе кроз дубоку кризу. Ранији модел њиховог развоја је неприменљив; нови модел тек треба да се осмисли и примени. У међувремену, огроман регион пролази кроз депопулацију, деиндустријализацију и општу деградацију. Квалитет московске државности биће тестиран тиме да ли може да одговори изазову на Истоку“.  РСЕ је била једна од најтежих области за транзицију између структуре Совјетског Савеза и руске државе која се још увек развија због недостатка економске самодовољности у региону или било каквих изгледа за стабилан раст.
У септембру 2005. министар за економски развој и трговину Герман Греф обећао је удвостручење државне подршке за РСЕ на 612 милиона долара у 2006. години и разматрање издвајања новог инфраструктурног фонда од 2,5 милијарди долара за пројекте у региону. Годину дана касније, крајем 2006, Путин је поновио да социо-економска изолација РСЕ представља претњу по националну безбедност и заложио се за формирање још једне нове социоекономске комисије и стратегије регионалног развоја. Он је посебно указао на уочену претњу имиграције страних земаља на Далеком истоку. Научници и регионални експерти сугеришу да брз економски раст Кине (посебно у односу на стопу раста БДП-а Русије) лежи у корену забринутости у вези са РСЕ. Док су руска и кинеска економија биле приближно исте величине 1993. године, кинеска је порасла на преко 3,5 пута већа од руске до 2008. године. Чак и од 1998. године, када је Русија започела брзи економски опоравак, Кина је расла бржим темпом; јаз се само повећао од глобалне економске кризе и пада цена енергије крајем 2000-их. Раст Кине довео је до стварања нових производних капацитета, док је опоравак Русије углавном био заснован на поновном коришћењу капацитета из совјетске ере који су били неактивни почетком 1990-их.
Дмитриј Тренин из московског огранка Карнегијеве задужбине тврди да би развој Сибира могао постати најхитнији изазов за Русију. Неуспех да се регион развије у нешто више од изворишта сировина могао би да доведе до онога што он назива „кинеском преузимању региона, не миграцијом, већ економским средствима трговине и туризма“.
Планови Русије за овај регион су се вртели око изградње енергетске инфраструктуре ради повећања извоза и привлачења инвестиција како би капитал био доступан за модернизацију регионалне инфраструктуре. Ови планови у великој мери зависе од страних инвестиција, што руске компаније невољко признају. 2008. године, конзорцијум кинеских инжењерских фирми на челу са Харбин Турбине потписао је уговор са руским произвођачем електричне енергије ОГК за производњу турбина на угаљ у РСЕ, додајући 41.000 мегавата нових производних капацитета до 2011. године. Станислав Невињицин, извршни директор ОГК-а, признао је: „Једноставно је неопходно да радимо са Кинезима – иначе нећемо изградити капацитете“. Путем зајмова руској банци за развој и спољноекономске послове, Внешекономбанк (ВЕБ), Кина је постала главни акционар Лукоила 2009. Исте године, након што је искључила стране фирме из надметања за огроман рудник бакра Удокан у југоисточном Сибиру, Москва је вратила кинеске, јужнокорејске и казахстанске рударе и рафинерије у процес надметања.
У оквиру програма „Енергетска стратегија Русије до 2020.“, руска влада је 2006. године покренула програм стварања јединственог система производње, транспорта и снабдевања гасом у Источном Сибиру и РСЕ. Програм би на крају обезбедио афирмацију сверуског гасног система од Балтичког мора до Тихог океана.“ Руски креатори политике такође су предложили изградњу међународног центра за истрошено гориво и нуклеарну енергију у РСЕ, надајући се да ће подићи профил у извозу нуклеарне енергије на глобално тржиште.
Гаспром је 2009. године добио подземне дозволе за блокове Кирински, Восточно-Одоптински и Ајашки за почетак пројекта Сахалин-ИИИ. На Киринском пољу су у току геолошка истраживања, а од 2009. производња природног гаса је предвиђена за 2014. годину. Поље ће постати један од извора природног гаса за систем преноса гаса Сахалин–Хабаровск–Владивосток (ГТС). Први старт-уп комплекс ГТС-а биће 1.350 км, са капацитетом од 6 милијарди кубних метара (бцм) годишње.

### Централна Азија
Кина и Русија генерално сарађују једна са другом у вези са централноазијским питањима. Иако се понекад такмиче у Централној Азији, та такмичења су обично фокусирана на економска питања и одвијају се на уредан начин у оквиру утврђених норми. Тамо где у Централној Азији постоји конкуренција између две силе, она обично настаје као производ околности, а не као намерни напор да се обузда друга земља.
Кина, Казахстан, Киргистан, Русија и Таџикистан су 1996. године формирале Шангајску петорку, сарадничко тело које је преименовано у Шангајску организацију за сарадњу (ШОС) уз додатак Узбекистана 2001. Као чланице ШОС-а, Кина и Русија су сарађивале у војним вежбама, као што су вежбе против тероризма у Киргистану 2002. и сличне вежбе у Казахстану и Кини 2003.
Руски и кинески лидери редовно позивају на већу сарадњу и координацију кроз ШОС између своје две земље у контексту њиховог ширег циља промовисања мултилатералне дипломатије. У заједничком саопштењу објављеном 23. маја 2008, Русија и Кина су истакле да је „међународна безбедност свеобухватна и неотуђива и да се безбедност неких земаља не може гарантовати по цену других, укључујући ширење војних и политичких савезника“. Зхао Хуасхенг, директор руских и централноазијских студија у Шангајском центру за сарадњу Универзитета Фудан, тврди да ће економска сарадња осигурати дугорочну важност ШОС-а, како се тренутне пријетње по безбједност повлаче. Док Кина и Русија уживају у извесној билатералној енергетској сарадњи, за коју стручњаци предвиђају да ће наставити да расте у будућности, две земље су се појавиле као ривали за снабдевање нафтом и гасом у централној Азији. Са растућим ценама нафте средином 2000-их, Русија је настојала да обнови свој утицај у Централној Азији, посебно на јужном крилу региона, како би гарантовала приступ залихама гаса за поновни извоз у Европу и за сопствене домаће потребе. Како су енергетске потребе Кине расле и њени креатори политике настојали да развију своје западне провинције, Кина је такође настојала да прошири свој утицај у Централној Азији.
2007. године, на састанку премијера ШОС-а у Ташкенту, руски премијер Виктор Зубков је поновио жељу Москве да створи централноазијски енергетски „клуб” у оквиру ШОС-а, који би чинио Русију, Кину, Казахстан, Киргистан, Таџикистан и Узбекистан. Енергетски клуб ШОС-а могао би да буде формиран већ 2008. године, најавио је у Ташкенту заменик руског министра индустрије и енергетике Иван Матеров. Матеров је, међутим, инсистирао на томе да клуб неће представљати неку врсту мини-ОПЕК-а. Политички и економски аналитичари у Москви верују да Кремљ жели да успостави енергетски клуб као средство за спречавање могућег сукоба са Кином око енергетских ресурса Централне Азије.
На самиту ШОС у Туркменбашију у мају 2007. руски, казахстански и туркменски лидери најавили су проширење Прикаспијског гасовода из Туркменистана у Русију. План је застао због неколико препрека, укључујући неслагања око цена и економску рецесију крајем 2000-их.
Неизвесност око Прикаспијског пута дала је Кини отварање у региону, посебно у Туркменистану. Током кратке посете Ашхабаду, кинески премијер Вен Ђиабао позвао је на напоре „да се билатерална трговинска сарадња подигне на нови ниво“. Бердимухамедов је заузврат изразио интересовање за „блиску сарадњу” са Кином на пројекту гасовода за природни гас, јавила је новинска агенција Синхуа. У децембру 2005. казахстански председник Нурсултан Назарбајев отворио је нафтовод Атасу-Алашанкоу за транспорт нафте у Кину. Рути Атасу-Алашанку вредном 800 милиона долара и даље је потребна руска сирова нафта из Западног Сибира, која се транспортује нафтоводом Омск-Павлодар-Шимкент, да би достигла свој пуни годишњи капацитет од 20 милиона тона до 2010. Иако Кина и њени централноазијски партнери виде своју проширену сарадњу као средство за диверзификацију својих енергетских партнерстава, Русија је имала успеха у другим великим енергетским пројектима. У новембру 2007. године, две руске компаније (ТНК-БП и Газпромњефт) потписале су уговор са КазТрансОил-ом о испоруци до 5 милиона тона нафте годишње у Кину преко нафтовода Омск-Павлодар-Атасу-Аланшаку. У првом кварталу 2008. овом рутом је у Кину извезено 300.000 тона руске сирове нафте. Штавише, руска инжењерска компанија, Стројтрансгаз, победила је на тендеру за изградњу туркменистанског дела гасовода до Кине.
Кина и Русија објавиле су у мају 2014. да су постигле 30-годишњи гасни споразум по коме ће „Русија испоручивати Кини 38 милијарди кубних метара природног гаса сваке године“. Овакви догађаји настављају да показују покушаје Русије и Кине да раде заједно ван граница САД.

## Војни односи
Након ембарга ЕУ на оружје Кини који је уведен као последица протеста на Тргу Тјенанмен 1989. године, Кина је постала поуздан клијент за руски војни извоз, чинећи 25–50% укупне иностране војне продаје. Дана 9. новембра 1993. године, руски министар одбране Павел Грачев и кинески министар одбране Цхи Хаотиан потписали су петогодишњи споразум о сарадњи у области одбране који је отворио пут за повећање броја војних аташеа стационираних у њиховим главним градовима. 12. јула 1994. руски и кинески министри одбране потписали су споразум о безбедности граница осмишљен да спречи потенцијално опасне војне инциденте, као што су ненамерно ометање радара и кршење ваздушног простора. У децембру 1996. Русија је завршила „продају ловаца СУ-27 и пратеће производне технологије Кини“.
Дана 19. октобра 1999. године, министар одбране Кине, генерал Цхи Хаотиан, након састанка са сиријским министром одбране Мустафом Тласом у Дамаску, у Сирији, како би разговарали о проширењу војних веза између Сирије и Кине, одлетео је директно у Израел и састао се са Ехудом Бараком, тадашњим премијером. министар и министар одбране Израела где су разговарали о војним односима. Међу војним аранжманима била је и израелско-руска продаја војних авиона Кини у вредности од милијарду долара, које је требало да заједно производе Русија и Израел.
2004. године, руско министарство спољних послова блокирало је и продају бомбардера Су-35 и Тупољев Ту-22М Кини због забринутости око аранжмана за кинеску производњу Сухој Су-27 СК (познатог као Шењанг Ј-11 ). Првобитно, уговор о лиценцирању је захтевао да моторе и авионику набаве руски добављачи; међутим, до 2004. године ове компоненте су се производиле у земљи.
Тренутно се Кина фокусира на домаће дизајне и производњу оружја, док још увек увози одређене војне производе из Русије, као што су млазни мотори. Кина је настојала да постане независна у свом сектору одбране и постане конкурентна на глобалном тржишту оружја; њен одбрамбени сектор се убрзано развија и сазрева. И даље постоје празнине у одређеним способностима, укључујући развој електронских и поузданих погонских система, иако је производња кинеске одбрамбене индустрије значајно побољшана, пружајући предност у односу на друге војске у азијско-пацифичком региону. Бела књига о одбрани Кине из 2015. позива на „независне иновације“ и „одрживи развој“ напредног наоружања и опреме.
У септембру 2018. Русија је угостила војску Кине и Монголије у оквиру војне вежбе Восток 2018 како би се побољшале везе између земаља, чиме су постале прве две земље ван бившег Совјетског Савеза које су се придружиле вежби.
У децембру 2019, званичници Ростеца оптужили су Кину за крађу интелектуалне својине низа војних технологија. У јуну 2020. Русија је оптужила једног од својих арктичких научника за прослеђивање осетљивих информација Кини.
У јулу 2019, и поново у децембру 2020, Русија и Кина су летеле заједничким патролама бомбардера изнад Пацифика.
У новембру 2022. године, руски и кинески ратни авиони, укључујући стратешке бомбардере дугог домета Тупољев-95 и КСИАН Х-6К, извршили су заједничке патроле изнад Јапанског мора и Источног кинеског мора.
Већ у фебруару 2022, према америчким властима, Русија је од Кине затражила напредно војно оружје, посебно наоружане беспилотне летелице за употребу у њиховој инвазији на Украјину. Кина и Русија одбациле су ове оптужбе.
У септембру 2022. Русија је угостила војску Кине у склопу Vostok-2022 војна вежба.

## Уговори о комуникацији са медијима
У марту 2013, Глас Русије и <i id="mwA_Y">Пиплс Дејли онлајн</i> потписали су споразум о размени вести док су Си и Путин председавали. 13. октобра 2014. Руссиа Тодаи и Пеопле'с Даили потписали су споразум о сарадњи. У јулу 2021, руско-кинеска комисија за хуманитарну сарадњу пристала је на сарадњу са медијима.

## Међусобне перцепције
Од 1995. године Руси доследно имају позитивне ставове о Кини . Од септембра 2022. 88% Руса анкетираних од стране Левада центра гледа на Кину благонаклоно, а само 5% је изразило негативно мишљење.
Према анкети ББЦ Ворлд Сервице из 2017. године, 74% Кинеза позитивно гледа на утицај Русије, док 18% изражава негативан став, док 44% Руса гледа на утицај Кине позитивно, а 23% негативно.
Према истраживању истраживачког центра Пев из 2019. године, 71% Руса има позитивно мишљење о Кини, а 18% негативно. Истраживање YouGov- а спроведено исте године показало је да 71% Кинеза сматра да Русија позитивно утиче на светске послове, док 15% на то гледа негативно.
Током руске инвазије на Украјину 2022. године, многи корисници друштвених медија у Кини показали су симпатије према руским наративима делимично због неповерења у спољну политику САД . Кинеска компанија НетЕасе објавила је видео снимке који критикују Русију од Кинеза у Украјини и Украјинаца у Кини.
Према анкети Генрон НПО објављеној у новембру 2022. у којој се питају о ставовима кинеског народа о руској инвазији, 39,5% испитаника је рекло да руске акције „нису погрешне”, 21,5% је рекло да су „руске акције кршење Повеље УН и међународним законима, и треба им се супротставити“, а 29 одсто је рекло „да су руске акције погрешне, али треба размотрити околности“.